# Solitudo Admetei
Solitudo Admetei  è una caratteristica di albedo della superficie di Mercurio.